# Waldemar Kedaj
Waldemar Kedaj (ur. 14 grudnia 1943 w Zelowie, zm. 3 września 2011) – polski dziennikarz i dyplomata, poliglota.

## Życiorys
Studiował dziennikarstwo i germanistykę. W PRL pracował w „Trybunie Ludu”, której był korespondentem we Włoszech, Wietnamie i Szwecji. W 1997 r. został wiceambasadorem RP w Tokio.
Znał 24 języki obce, z czego 18 biegle. Ostatnie lata swojego życia związany był z tygodnikiem „Wprost”. Do śmierci był szefem działu zagranicznego.
Wywiad SB zarejestrował go w 1974 r. jako kontakt operacyjny „Mento”. Wówczas cenne okazały się dla bezpieki jego możliwości operacyjne wynikające z objęcia stanowiska korespondenta PAP w Rzymie. Mimo iż z materiałów SB wynika, że „Mento” współpracował z SB z poczucia obowiązku wobec PRL i odbył przeszkolenie dot. metod pracy wywiadowczej i kontrwywiadowczej, po latach napisał na łamach „Wprost” oświadczenie, iż nigdy świadomie nie podjął współpracy z tajnymi służbami PRL. Według akt IPN, „Mento” za doniesienia nie był wynagradzany, ale refundowano mu koszty wynikające z realizacji zadań nałożonych przez SB.
Nazwisko Waldemara Kedaja oraz jego żony zostało umieszczone na tak zwanej „liście Kisiela”.

## Życie prywatne
Mąż dziennikarki Aleksandry Kedaj, ojciec Hanny Lis.